# Engajamento cívico
Engajamento cívico ou participação cívica é o incentivo da população em geral para se envolver no processo político e as questões que as afetam. É a comunidade se unindo para ser uma fonte coletiva de mudança, política e não política. O engajamento cívico tem muitos elementos, mas basicamente é sobre a tomada de decisão, ou governança sobre quem, como e por quem os recursos de uma comunidade serão alocados. O cerne da participação cívica encontra-se ligado ao princípio mais básico de um governo democrático, isto é, que a soberania reside unicamente nas mãos do povo (os cidadãos). Engajamento cívico é sobre o direito do povo de definir um bem público, determinar as políticas pelas quais eles vão buscar esse bem, e de reformar ou substituir as instituições que não servem mais para esse bem. O engajamento cívico também pode ser resumido como um meio de trabalhar em conjunto para fazer a diferença na vida civil das nossas comunidades e desenvolver a combinação de habilidades, conhecimentos, valores e motivação para fazer essa diferença. Significa promover uma qualidade de vida em uma comunidade, através de ambos os processos políticos e não políticos.

## Formas
Engajamento cívico pode assumir muitas formas: do trabalho voluntário ao envolvimento organizacional para a participação eleitoral. Pode incluir esforços para abordar diretamente um problema, trabalhar com outras pessoas de uma comunidade para resolver um problema ou interagir com as instituições de democráticas. Outra forma de descrever este conceito é o senso de responsabilidade social e pessoal que os indivíduos sentem para defender as suas obrigações, como parte de qualquer comunidade.
Um estudo publicado pelo Centro para Informação e Pesquisa sobre a Aprendizagem & Engajamento cívico na Universidade Tufts, divide o engajamento cívico em 3 categorias: voz cívica, eleitoral e política. Estudiosos do engajamento on-line dos jovens vêm tentando ampliar a interpretação do engajamento cívico para além das instituições e atividades atuais. Esses pesquisadores sugerem que a redução da vida cívica em pequenos conjuntos de comportamentos explicitamente eleitorais pode ser insuficiente para descrever o espectro completo de envolvimento público na vida cívica.
| Resolução de problemas da comunidade                        | Votação regular                                        | Contactar representantes                              |
| Voluntariado regular para uma organização não-governamental | Persuadir os outros a votar                            | Contactar a mídia impressa                            |
| Associação ativa em um grupo                                | Fazer campanha com botões, faixas, adesivos            | Contactar a canais de transmissão (rádio e televisão) |
| Participar em campanhas para angariar fundos                | Contribuições de campanha                              | Protestos                                             |
| Outras campanhas para angariar fundos para a caridade       | Voluntariado para organizações ou candidatos políticos | Petições on-line                                      |
| Concorrer a um cargo político                               | Registrar eleitores                                    | Petições escritas                                     |
|                                                             |                                                        | Boicote                                               |
|                                                             |                                                        | Buycotting                                            |
|                                                             |                                                        | Canvassing                                            |

Robert Putnam em seu livro Bowling Alone, já apontava desde o início do século 21 sobre as mudanças nos padrões de participação cívica. Segundo Putnam, apesar dos grandes aumentos em oportunidades de ensino superior que possam fomentar a participação cívica, os cidadãos estavam se envolvendo menos na vida política das comunidades. Uma série de estudos sugeriu que os jovens estavam se engajando cada vez menos na política. O uso da Internet é apontado como um importante recurso no fomento da participação cívica entre os jovens, através de portais, redes sociais e até votações eletrônicas que integrem juventude, governo e comunidade. Pesquisadores defendem o aproveitamento do domínio e amplo uso da Internet pelos jovens para aumentar as oportunidades dos cidadãos dessa faixa etária de assimilar conceitos de democracia e cidadania, gerar envolvimento com as instituições democráticas e desenvolver as atitudes de debate, hierarquização e negociação.

## O papel do voluntariado na transformação da Governança
O relatório de 2015 sobre o voluntariado mundial, a primeira avaliação global a respeito do poder dos voluntários para ajudar a melhorar a forma como as pessoas são governadas, baseia-se em evidências de países tão diversos como Brasil, Quênia, Líbano e Bangladesh. O relatório das Nações Unidas mostra como as pessoas comuns estão se disponibilizando seus tempos livres, energias e habilidades para melhorar a forma como são governados à níveis locais, nacionais e globais. Melhorar a governança em todos os níveis é um pré-requisito para o sucesso do novo conjunto de objetivos de desenvolvimento sustentável, acordados no âmbito das Nações Unidas em Setembro de 2015.
A nível global, por exemplo, um grupo diversificado de 37 voluntários online de todo o mundo passaram por 4 meses em 2014 de intensa colaboração com o Departamento das Nações Unidas de Assuntos Econômicos (UN DESA) para processar 386 pesquisas de opiniões levadas para 193 Membros de estados das Nações Unidas. A diversidade de nacionalidades e línguas dos voluntários (mais de 65 idiomas, 15 nacionalidades, dos quais metade são de países em desenvolvimento) ressaltou perfeitamente a missão da pesquisa.

## Engajamento Cívico no Papel do Governo Local
Engajamento cívico é um construtor de comunidade. Quando o engajamento cívico é feito corretamente, você começa a construir um elo entre a comunidade e o governo local. Engajamento cívico e o trabalho comunitário andam lado a lado e juntos ajudam a comunidade a crescer e a criar uma base sólida para o papel do governo.
“Esteja aberto aos resultados, não ligado ao resultado.” – Angeles Arrien
Benefícios da participação cívica em Governos Locais
- Alcança maiores decisões com menos passos.
- Aumenta a confiança entre os cidadãos e o governo, melhora o comportamento do público nas reuniões do Conselho.
- Atinge resultados de sucesso em questões críticas, ajudando os políticos eleitos a evitar escolher soluções desagradáveis.
- Desenvolve ideias e soluções mais criativas e melhores.
- Implementa ideias, programas e políticas mais rapidamente.
- Cria cidadãos comprometidos e não clientes exigentes.
- Constrói e desenvolve a comunidade dentro da cidade.

### Voluntariado a Nível Local
- Governo atinge a vida de todos os cidadãos a cada dia. No nível local, as comunidades idealmente trabalham em conjunto para atingir objetivos em comum que são úteis para o bem-estar geral dos seus cidadãos. As metas podem ser numerosas e variadas, assim como são os mecanismos para alcançá-las. Trabalhar juntos desta forma é chamado de engajamento cívico. Pode-se argumentar que um passo fundamental na criação de uma sociedade funcional e engajada, começa com a educação cívica das crianças dentro da comunidade. De acordo com Diann Cameron Kelly, "Quando nossas crianças servem suas comunidades através do voluntariado, participação política ou através de ativismo vocal, eles ficam muito mais propensos a contribuir em todos os aspectos da sociedade" (55).[10] Kelly argumenta que as crianças devem ser ensinadas como suas comunidades funcionam e quem escolhe as regras que vivemos por antes mesmo de entrarem nas escolas. Outras vozes afirmam que a educação cívica é um processo para ser ensinado a vida toda, até mesmo para aqueles que tomam decisões em nome dos cidadãos. Quando aqueles que estão no poder escutam os cidadãos, estes tornam-se mais bem informados do que é necessário para a comunidade e, geralmente, tomam decisões melhores. Miriam Porter afirma que as autoridades eleitas devem se comunicar com os seus cidadãos para ter essa melhor compreensão, "Sem isso, turbulência, suspeita, e redução da confiança do público ficam mais aparentes" (175).[11]
- Oferecer seu tempo pessoal para projetos comunitários é um aspecto do engajamento cívico que é amplamente aceito como suporte para o crescimento de uma comunidade como um todo. Em quase todas as comunidades há serviços que órgãos governamentais não são capazes de suprir as necessidades integralmente e o trabalho voluntário se faz necessário. Despensas de alimentos, programas de limpeza da comunidade e similares reforçam a criação de um forte elo comunitário. Ela também ajuda a ensinar ao voluntário onde é necessário mais trabalho em sua cidade.

### Colaboração comunitária
- Colaboração comunitária inclui espaços democráticos, onde as pessoas de interesses semelhantes podem se reunir para discutir questões específicas e dar-lhes um lugar e meios para fazer as mudanças que eles veem como necessárias. Estes espaços podem ser vistos como centros comunitários, onde os cidadãos podem ir para obter informações sobre a sua comunidade (próximas mudanças, propostas de soluções para os problemas existentes, etc.), bem como um lugar onde suas vozes podem ser ouvidas e tenham a oportunidade de contribuir nas decisões governamentais locais no que diz respeito ao interesse público.
- Envolvimento em reuniões de conselho para discussões que possam esclarecer necessidades e mudanças que precisam ser feitas. A participação política é outro elemento chave que deve ser praticada com regularidade. O simples ato de emitir um voto informado pode mudar muitas coisas dentro da comunidade. No nível local, esses votos podem mudar muitas coisas que afetam o dia-a-dia dos cidadãos.
- Engajamento on-line dá aos cidadãos a oportunidade de estar envolvido em seu governo local que eles não teriam de outra forma, ao permitir-lhes expressar-se a partir do conforto da sua própria casa. Engajamento on-line envolve coisas como o voto on-line e fóruns de discussão públicos que dão aos cidadãos a oportunidade de expressar suas opiniões sobre tópicos e oferecer soluções, bem como encontrar outros com interesses comuns e poder formar grupos de interesses particulares. O uso da internet tem permitido que as pessoas tenham acesso à informação de forma fácil e resultou em um público mais informado, bem como a criação de um novo senso de comunidade para os cidadãos.[12]

## Engajamento Cívico no papel de Governo do Estado
- Engajamento cívico tem uma relação inter-relacionada com várias entidades do Estado. Através dos valores, conhecimentos, liberdades, capacidades, ideias, atitudes e crenças que a população detém; o engajamento cívico cultiva e molda o estado para ser uma representação das vastas identidades culturais, sociais e econômicas.
- Engajamento Cívico aplicado no estado não é possível sem a participação local. Como em uma sociedade democrática, os cidadãos são a fonte para dar vida a uma democracia representativa. A aplicação deste princípio pode ser encontrada dentro de programas e leis que os estados têm implementado com base em uma variedade de áreas de interesses locais. Saúde, educação, igualdade, imigração são alguns exemplos de entidades que podem moldar o engajamento cívico dentro do Estado.

### Aplicação na Saúde
• O estado implementa programas de saúde pública para melhor beneficiar as necessidades da sociedade. Considerado um dos maiores sistemas públicos de saúde do mundo, o SUS (Sistema Único de Saúde), segundo informações do Conselho Nacional de Saúde é descrito pelo Ministério da Saúde na cartilha Entendendo o SUS como "um sistema ímpar no mundo, que garante acesso integral, universal e igualitário à população brasileira, do simples atendimento ambulatorial aos transplantes de órgãos".

### Em comparação com outros países
- Estados que praticam a participação do público e implementação de programas de saúde pública para melhor beneficiar as necessidades da sociedade é um conceito que também é compartilhado por outros países, como a Inglaterra por exemplo. Um estudo realizado em conjunto pelo Departamento de Atenção Básica da Universidade de Liverpool, do Departamento de Medicina Social da Universidade de Bristol, do Departamento de Geografia e Geologia do Instituto de Meio Ambiente e Saúde McMaster, da Escola de Jornalismo, do Centro de estudos Tom Hopkinson, da Universidade de Cardiff e do Departamento de Epidemiologia Clínica e Bioestatística do Centro de Economia da Saúde e Análise de Políticas da Universidade McMaster afirmaram que "Há uma série de impulsos para a participação pública na tomada de decisões de cuidados da saúde incluindo questões comunitárias, educativas e impulsos expressivos de um desejo de maior responsabilização".[14]
- Essa investigação incluiu exame crítico do grau de envolvimento do público na tomada de decisões de saúde. Sugere-se que "a participação do público na tomada de decisões podem promover metas, aproximar os indivíduos ou grupos, imputar um senso de competência e de responsabilidade e ajudar a expressar a identidade política ou cívica".[14] A ação dos cidadãos que visam influenciar as decisões de representantes acaba afetando o estado como um todo. Votar é um componente chave no compromisso cívico para a voz das massas serem ouvidas.

### A importância da afluência às urnas no Engajamento Cívico
A meta para o governo estadual nas eleições é promover o engajamento cívico. A reitora Regina Lourenço do Instituto Annette Strauss afirma: "Política e todas as outras formas de engajamento são realmente sobre tentar fazer sua comunidade, seu estado e seu país um lugar melhor para viver." A afluência às urnas garante engajamento cívico entre o Estado com incentivos que promete organizações de voluntariado, caridade e envolvimento político com todos na comunidade que terão uma voz a ser ouvida.
O estado pode ajudar a promover a participação cívica, assegurando processos eleitorais justos; através da construção de parcerias entre agências governamentais, organizações sem fins lucrativos e cidadãos e pela manutenção de redes de informação sobre as oportunidades de caridade.